# Хуаюй
Сингапурский вариант севернокитайского, или хуаюй (кит. упр. 新加坡华语, пиньинь Xīnjiāpō Huáyǔ) — вариант севернокитайского языка, распространённый в Сингапуре. Является одним из четырёх официальных языков Сингапура.
С точки зрения фонетики, лексики и грамматики, тот хуаюй, что можно услышать на сингапурских китайскоязычных теле- и радиоканалах, в целом идентичен путунхуа, распространённому в КНР, имеются лишь небольшие отличия в лексике. Однако если вести речь о разговорном языке, то из-за исторических, социальных и культурных особенностей Сингапура имеются заметные различия между разговорным хуаюй и разговорным путунхуа, разговорный хуаюй гораздо ближе к тому языку, на котором общаются китайцы, проживающие в Малайзии.
Хуаюй широко распространился среди сингапурских китайцев лишь после кампании «Speak Mandarin Campaign», прошедшей в 1979 году. В настоящее время он считается вторым по распространённости языком в Сингапуре (после английского). Благодаря повсеместному использованию хуаюй постепенно вытеснил сингапурский вариант южноминьского языка и стал для сингапурских китайцев лингва-франка.
Как и у английского языка (см. синглиш), у хуаюй существует креольская версия — сингдарин.

## Общий обзор
Сингапурский хуаюй сохранил лексику и ряд черт вэньяня и байхуа начала XX века. Так как китайские школы в Сингапуре в начале XX века использовали методические материалы из Китайской республики, то раннее произношение в хуаюй базировалось на чжуине и гоюй ломацзы таких словарей, как «國音字典» («Гоинь цзыдянь» — «Словарь национального произношения») и «國音常用字彙» («Гоинь чанъюн цзыхуэй» — «Словарь национального произношения для повседневного использования»), в результате чего сохранились старые нормы. Кроме того, на начальных этапах развития хуаюй подвергся влиянию распространённых тогда в Сингапуре диалектов китайского языка — гуанчжоуского, южноминьского, чаошаньского.
В 1949—1979 годах из-за отсутствия контактов между Сингапуром и КНР информация на китайском языке поступала в Сингапур в основном из Тайваня, поэтому хуаюй подвёргся определённому влиянию со стороны гоюй. С 1980-х годов, когда в КНР была принята политика реформ и открытости, контакты между Сингапуром и КНР стали быстро развиваться. С этого времени хуаюй начал подвергаться всё большему и большему влиянию путунхуа, что выразилось в принятии системы пиньинь, переходе с традиционных иероглифов на упрощённые и т. д.
Ныне хуаюй развивается в своей собственной языковой среде. Основное влияние продолжает идти со стороны английского языка, путунхуа и гоюя.

## Происхождение
До XX века частные китайские школы в Сингапуре преподавали китайские классические тексты и вэньянь на южнокитайских диалектах. После событий 4 мая 1919 года в Китае и вызванного ими «Движения за новую культуру» сингапурские частные школы стали следовать идеям, высказанным китайскими реформаторами образования. В частности, они стали переходить с диалектов в качестве языка обучения на стандартизированный китайский язык (известный в те годы как «гоюй»). Так зародился сингапурский хуаюй.
Однако в те годы ещё не существовало разговорного хуаюй, который можно было бы использовать в качестве основы преподавания. Кроме того, в начале XX века большинство преподавателей китайского языка в Сингапуре были родом из южных провинций Китая, и имели сильный южный акцент. Таким образом, произношение в сингапурском китайском языке оказалось под сильным влиянием южнокитайских диалектов: там отсутствовала эризация финалей, не было нейтрального тона и т. д.
В 1919 году группа китайских гуманитариев опубликовала словарь «國音字典» («Гоинь цзыдянь» — «Словарь национального произношения»). Это был один из первых словарей, базирующихся на пекинском диалекте. Однако на самом деле словарь представлял собой смесь северокитайских звуков и южнокитайских рифм, включающих входящий тон. Лишь в 1932 году был опубликован словарь «國音常用字彙» («Гоинь чанъюн цзыхуэй» — «Словарь национального произношения для повседневного использования») который полностью базировался на пекинском диалекте. Этот словарь привёл к созданию более стандартизированного преподавания китайского языка в сингапурских китайских школах. В 1930—1940-х годах новая волна иммигрантов из Китая помогла открыть в Сингапуре ещё больше китайских школ, что способствовало пропаганде стандартизированного китайского языка в Сингапуре; его название в этот период сменилось с «гоюй» на «хуаюй».

## Различия междухуаюйи стандартнымпутунхуа

### Лексика
Основные различия между хуаюй и стандартным путунхуа лежат в используемой лексике. Отсутствие контактов между Сингапуром и Китаем в 1949—1979 годах привело к тому, что сингапурскому хуаюй пришлось создавать собственные новые слова для описания сингапурской действительности, а также заимствовать слова из тайваньского гоюй и распространённых в Сингапуре диалектов китайского языка. В результате в путунхуа появились слова, специфичные именно для Сингапура.

#### Слова, специфичные именно для Сингапура
Имеется много новых слов, специфичных именно для сингапурской действительности (хотя некоторые из них применимы и в Малайзии). Эти слова являются либо переводами, либо заимствованиями из малайского языка и китайских диалектов; они относятся к объектам и явлениям, для обозначения которых в путунхуа отсутствовали слова. К примеру, так в хуаюй попали такие малайские слова, как пасар (巴刹 — «базар») и т. п.
| Иероглифы           | Пиньинь                         | Значение                                                          |
| ------------------- | ------------------------------- | ----------------------------------------------------------------- |
| 红毛丹              | hóng máo dān                    | рамбутан (тропический фрукт)                                      |
| 奎笼                | kuí lóng                        | келонг (деревянная платформа для рыбной ловли)                    |
| 甘榜                | gān bǎng                        | кампунг (малайская деревня)                                       |
| 沙爹                | shā dīe                         | сатай (малайское блюдо)                                           |
| 清汤                | qīng tāng                       | вид десерта                                                       |
| 固本                | gù běn                          | купон                                                             |
| 组屋                | zǔ wū                           | жильё, выстроенное Бюро по строительству и развитию               |
| 拥车证              | yōng chē zhèng                  | лицензия на владение автомобилем                                  |
| 保健储蓄            | bǎo jiàn chǔ xǜ                 | сингапурская медицинская страховка                                |
| 周末用车            | zhōu mò yòng chē                | автомобиль, взятый на выходные                                    |
| 财路                | cái lù                          | банковская система прямого платежа                                |
| 巴刹                | bā sā                           | «базар» (малайск.)                                                |
| 民众俱乐部 / 联络所 | mín zhòng jù lè bù lián luò suǒ | общественный центр                                                |
| 叻沙                | lā sā                           | laksa (вид лапши)                                                 |
| 垃圾虫              | lā jī chóng                     | тот кто мусорит (в Сингапуре за это положено серьёзное наказание) |
| 排屋                | pái wū                          | блокированная застройка                                           |

#### Синонимы
Некоторые слова хуаюй имеют то же значение, что и некоторые другие слова в путунхуа или гоюй.
| Иероглифы | Пиньинь          | Значение              | Путунхуа                     | Гоюй                        | Примечание |
| --------- | ---------------- | --------------------- | ---------------------------- | --------------------------- | --- |
| 乐龄      | lè líng          | пожилой человек       | 老龄 lǎo líng                | 年长者 nián zhǎng zhě       | |
| 三文治    | sān wén zhì      | сэндвич               |                              | 三明治 sān míng zhì         | Из английского «sandwich» через гуанчжоуский 三文治 sāam màhn jih                                                       |
| 德士      | dé shì           | такси                 | 出租车 chū zū chē            | 计程车 jì chéng chē         | Ср. гуанчжоуский 的士 dīk sih (от английского «taxi»)                                                                   |
| 货柜      | huò guì          | контейнер             | 集装箱 jí zhuāng xiāng       | 货柜 huò guì                | |
| 火患      | huǒ huàn         | огонь                 | 火災 huǒ zāi                 | 火警 huǒ jǐng               | 火災 также используется в Сингапуре и на Тайване                                                                        |
| 耐        | nài              | прочный               | 耐用 nài yòng                | 耐用 nài yòng               | Из вэньяня. 耐用 также используется в Сингапуре                                                                         |
| 驾车      | jià chē          | вести автомобиль      | 开车 kāi chē                 | 开车 kāi chē                | Слово 驾 взято из вэньяня. 开车 также используется в Сингапуре. 驾车 можно встретить и в словарях, изданных в КНР.      |
| 首个      | shǒu gè          | первый                | 第一个 dì yī gè              |                             | 第一个 также используется в Сингапуре. 首个 можно встретить и в словарях, изданных в КНР.                               |
| 公众      | gōng zhòng       | толпа                 | 群众 qǘn zhòng               | 群众 qǘn zhòng              | 公众 можно встретить и в словарях, изданных в КНР.                                                                      |
| 群体      | qún tǐ           | организованная группа | 集体 jí tǐ                   | 集体 jí tǐ                  | 群体 можно встретить и в словарях, изданных в КНР и на Тайване.                                                         |
| 第一时间  | dì yī shí jīan   | немедленно            | 立刻 lì kè                   | 立即 lì jí                  | |
| 一头雾水  | yī tóu wù shǔi   | размытый и путаный    | 晕头转向 yūn tóu zhǔan xìang | 胡里胡涂 hú lǐ hú tú        | Идиому 一头雾水 можно встретить и в словарях, изданных в КНР.                                                           |
| 码头      | mǎ tóu           | док                   | 港口 gǎng kǒu                | 港口 gǎng kǒu               | Южноминьск.: beh tau, гаунчжоуск.: ma tau                                                                               |
| 领袖      | líng xiú         | лидер                 | 领导 líng dǎo                | 领袖 líng xiú               | 领导 иногда используется и в Сингапуре                                                                                  |
| 手提电话  | shǒu tí diàn huà | мобильный телефон     | 手机 shǒu jī                 | 行动电话 xíng dòng diàn huà | 手机 также используется в хуаюй, хотя и не столь часто.                                                                 |
| 客工      | kè gōng          | иностранный рабочий   |                              | 外劳 wài láo                | 外劳 встречается и в сингапурской китайскоязычной прессе                                                                |
| 农夫      | nóng fū          | крестьянин            | 农民 nóng mín                | 乡民 xiāng mín              | 农夫 — это устаревший термин, который использовался в Китае до 1949 года, но в Сингапуре применяется до сих пор.        |
| 巴士      | bā shì           | автобус               | 公交车 gōng jiāo chē         | 公车/巴士 gōng chē/bā shì   | Из гуанчжоуского диалекта                                                                                               |
| 电单车    | diàn dān chē     | мотоцикл              | 摩托车 mó tuō chē            | 机车 jī chē                 | Из гуанчжоуского диалекта                                                                                               |
| 罗里      | luó lǐ           | грузовик              | 卡车 kǎ chē                  | 货车 huò chē                | От английского слова «lorry»                                                                                            |
| 角头      | jiǎo tóu         | угол                  | 角落 jiǎo luò                | 角落 jiǎo luò               | От южноминьского «kak thau». В путунхуа слово «角头» обычно обозначает не «угол», а «главарь мафии (тайного общества)». |
| 散钱      | sàn qián         | небольшая сумма денег | 零钱 líng qián               | 零钱 líng qián              | Происходит из вэньяня. «散钱» используется и в путунхуа                                                                 |

#### Омонимы
Ряд слов в хуаюй и путунхуа звучит одинаково, но имеет разный смысл
| Иероглифы | Пиньинь    | Значение в хуаюй | Значение в путунхуа      | Примечание |
| --------- | ---------- | ---------------- | ------------------------ | --- |
| 小姐      | xiǎo jiě   | госпожа          | проститутка, секс-рабыня | 小姐 в хуаюй означает официантку в ресторане, однако в северном путунхуа 小姐 имеет негативный оттенок, в основном используясь для обозначения проституток. В путунхуа вместо 小姐 обычно используется 女士 или 服务员. На Тайване это слово используется в том же значении, что и в Сингапуре. |
| 对付      | duì fù     | бороться против  | иметь дело с             | 对付 в хуаюй имеет негативный оттенок, обозначая, к примеру, борьбу с криминалом или террором. Однако в путунхуа это слово может иметь позитивный оттенок, обозначая действия, предпринимаемые для того, чтобы разрешить проблему.                                                              |
| 懂        | dǒng       | знать            | понимать                 | 懂 в хуаюй обычно используется для «знать» вместо 知道 из путунхуа. В путунхуа 懂 означает «понимать». |
| 计算机    | jì suàn jī | калькулятор      | компьютер                | 计算机 обычно используется в хуаюй в значении «калькулятор»; в путунхуа для обозначения калькулятора используется слово 计算器. В путунхуа слово 计算机 означает «компьютер», хотя в последние годы в этом значении используется и слово 电脑.                                                  |

#### Слова, заимствованные из других диалектов китайского языка
Большое количество слов хуаюй заимствовано из других диалектов китайского языка — южноминьского, чаошаньского, гуанчжоуского. Эти диалекты также оказали влияние на произношение в хуаюй.
| Иероглифы | Пиньинь        | Значение                          | Примечание |
| --------- | -------------- | --------------------------------- | --- |
| 阿兵哥    | ā bìng gē      | солдаты                           | происходит из южноминьского «a peng ko» |
| 怕输      | pà shū         | бояться утратить                  | происходит из южноминьского «киасу» (примерный смысл — «собака на сене») |
| 几时      | jǐ shí         | когда?                            | происходит из южноминьского/вэньяня (Путунхуа: 什么时候) |
| 阿公      | ā gōng         | дедушка                           | происходит из южноминьского |
| 阿嬤      | ā mā           | бабушка                           | происходит из южноминьского |
| 阿婆      | ā pó           | пожилая женщина                   | происходит из южноминьского |
| 很显      | hěn xiǎn       | очень скучно                      | часто используется в разговорном хуаюй вместо 无聊/闷 (в путунхуа). Слово «сянь 显» происходит от южноминьского 'сэн'. |
| 敢敢      | gǎn gǎn        | смелее                            | часто используется в разговорном хуаюй вместо 勇敢 (в путунхуа). Пример: 敢敢做个开心人！(Не бойся быть счастливым). Слово «敢敢» происходит из южноминьского «канн канн» (смелеть)                                        |
| 古早      | gǔ zǎo         | древний                           | происходит от южноминьского «ко ча» или «гу ча». Встречается в некоторых сингапурских СМИ вместо 古时候 (из путунхуа). |
| 做工      | zuò gōng       | работать                          | происходит от южноминьского «чо кан», что означает «работать». 做工 часто используется в разговорном хуаюй вместо 工作/上班 (в путунхуа). В путунхуа 做工 обычно означает выполнение работы, подразумевающей тяжёлый труд. |
| 烧        | shāo           | горячий                           | происходит от южноминьского «сио», что означает «горячий». 烧 часто используется в разговорном хуаюй вместо 热/烫 (в путунхуа).                                                                                            |
| 什么来的  | shěn mè lái dè | Что это?                          | происходит от южноминьского «сиа ми лай э 啥物來的». 什么来的 часто используется в разговорном хуаюй вместо более формального 这是什么(в путунуа)                                                                          |
| 起价      | qǐ jià         | поднятие цены                     | происходит от южноминьского «кхи кэ». 起价 часто используется в разговорном хуаюй вместо более формального 涨价 (в путунхуа)                                                                                               |
| 做莫      | zuò mò         | Зачем？/ Что делать?              | происходит от гуанчжоуского «цзоу мэ 做咩». 做莫 часто используется в разговорном хуаюй вместо более формального 爲什麽/做什麽 (в путунхуа)                                                                                |
| 阿佬      | ā lǎo          | почтеннейший                      | 佬 происходит из гуанчжоуского |
| 是乜      | shì mēh        | так?                              | Слово 乜 происходит из гуанчжоуского диалекта и используется в разговорном хуаюй. Ср. «是嗎 ши ма?» в путунхуа. |
| 大耳窿    | dà ěr lóng     | подпольный заимодавец             | происходит из гуанчжоуского. (Ср. гоюй: 地下錢莊) |
| 搭客      | dā kè          | пассажир                          | происходит из гуанчжоуского (Ср. путунхуа: 乘客) |
| 摆乌龙    | bǎi wū lóng    | недопонимание                     | происходит из гуанчжоуского |
| 好脸      | hào liàn       | хвастливый, любящий показать себя | происходит от чаошаньского «хо лиень». Помимо «любящий показать себя» этот термин также описывает гордого человека, опасающегося «потерять лицо» (Ср. путунхуа: 爱出风头， гоюй: 愛現）)                                   |
| 卤面      | lǔ miàn        | вид лапши                         | происходит от чаошаньского «лор мее». |
| 粿条      | guǒ tiáo       | вид лапши                         | происходит от чаошаньского «куэй тео». （Ср. гуанчжоуск. «хор фань 河粉»） |

#### Слова, заимствованные из английского языка
Ряд специфических терминов в хуаюй заимствован или транслитерирован из английского языка.
| Иероглифы | Пиньинь      | Значение | Примечание                                    |
| --------- | ------------ | -------- | --------------------------------------------- |
| 摩多西卡  | mó duō xī kǎ | Мотоцикл | В хуаюй также используется и 电单车, и 摩托车 |
| 巴仙      | bā xiān      | процент  | Ср. с используемым в КНР 百分比               |

### Грамматика
Если говорить об официальном письменном языке, то грамматика хуаюй полностью идентична грамматике путунхуа, однако грамматика разговорного хуаюй отличается от грамматики путунхуа благодаря влиянию южнокитайских диалектов, английского языка и вэньяня.

#### Время
Говоря о минутах, в разговорном хуаюй часто используют слово 字 для обозначения отрезка времени в 5 минут. Когда говорят о промежутках длиной в час, чаще используют 钟头, а не 小时. Примеры:
一个字 = 5 минут
两个字 = 10 минут
三个字 = 15 минут
九个字 = 45 минут
7:45 в разговорном языке часто передаётся как 七点九个字 или 七点九 вместо нормативного 七点四十五分.
Использование слова 字 восходит к древним временам, когда время измерялось в «стражах» (时辰). Каждая «стража», длившаяся около 2 часов, делилась на отрезки-刻 длительностью около 15 минут. Один 刻 делился на три 字.

#### Дни недели
При разговоре о днях недели в разговорном хуаюй часто используют слово 拜 («номер»); например, «понедельник» обозначается как 拜一 вместо 星期一. Воскресенье называют 礼拜天 или просто 礼拜 вместо 星期日. «Неделя» часто обозначается как 一个礼拜 вместо нормативного 一个星期.
Использование слова 拜 восходит к южноминьскому языку, а слова 礼拜 — к обозначению дней в китайском христианстве.

#### Большие числа
В стандартном путунхуа «десять тысяч» записывается как 一万, однако в разговорном хуаюй слово 万 используется редко, «десять тысяч» обычно обозначают как 十千, а «сто тысяч» — как 百千. Такие обозначения появились под влиянием обозначения чисел в английском языке.

#### Использование слова 先
Часто используемое в разговорном хуаюй слово 先 часто помещается после сказуемого, как в гуанчжоуском диалекте, а не перед ним, как в нормативном путунхуа:
«Ты идёшь первым» — 你走先 вместо 你先走

#### Использование слова 而已
В разговорном хуаюй слово 而已 в значении «и только!» употребляется гораздо чаще, чем нормативное 罢了. Такая конструкция идёт из вэньяня. Пример:
«И только так» в разговорном хуаюй обычно будет 这样子而已啊！ вместо нормативного 这样子罢了!

#### Использование слова 啊 в смысле «ага»
В качестве ответа в разговорном хуаюй часто используется слово 啊, которое в данном случае означает «да» или «ага». Оно часто произносится как «ан» (вместо «а» в путунхуа). В путунхуа для обозначения согласия обычно используется 是, 哦 или 噢.

#### Использование слова 才 вместо 再
В путунхуа слово 再 часто используется для того, чтобы показать, что последующее действие совершается после завершения предыдущего. В хуаюй для этого обычно используют слово 才. Пример:
«现在不要说，等他吃饱了才说。»
(«Не говори сейчас ничего; дождись, пока он доест — и лишь тогда говори.»)

#### Использование некоторых существительных в качестве прилагательных
В стандартном путунхуа существует стандартный способ получения прилагательных из некоторых существительных (например, 兴趣 — «интерес») — добавление перед ними глагола 有 («иметь»). Например:
很有兴趣 — «очень интересный»
Однако в сингапурских текстах глагол 有, бывает, опускается:
很兴趣

#### Повторение глагола перед словом 一下
В стандартном путунхуа кратковременность действия обозначается либо удвоением глагола, либо добавлением после глагола слова 一下 («немного, разок»); совмещения этих способов не бывает. В сингапурском хуаюй допускается повторение некоторых глаголов перед 一下:
想想一下
骂骂一下
研究研究一下

#### Разговорное употребление слова 被
По сравнению с путунхуа, в хуаюй гораздо чаще используется формант пассива 被, что объясняется влиянием английского языка (где в аналогичной роли выступает слово by). Например, фраза «дорога отремонтирована» будет записана так:
马路被修好了 — на хуаюй
马路已修好了 — на путунхуа

### Фонетика и тоны
Фонетика в хуаюй очень близка к стандартному путунхуа. Как и в путунхуа, здесь имеется 4 тона, однако нет эризации финалей и нейтрального тона. На ранних этапах, благодаря влиянию южнокитайских диалектов, в хуаюй имелся и входящий тон, однако к настоящему времени он практически исчез.

## Письменность
Официальным стандартом, используемым в официальных публикациях, являются упрощённые иероглифы; однако, в отличие от КНР, в Сингапуре не вводилось официального запрета на традиционные китайские иероглифы, поэтому их можно увидеть на вывесках магазинов и в ресторанных меню.